# Manuel de Guzmán y Silva
Manuel Alonso Pérez de Guzmán el Bueno y Silva (7 de enero de 1579-20 de marzo de 1636), XIII señor de Sanlúcar, XI conde de Niebla, VIII duque de Medina Sidonia y VI marqués de Cazaza en África.

## Familia
Noble español perteneciente a la casa de Medina Sidonia, hijo de Alonso Pérez de Guzmán el Bueno, VII duque de Medina Sidonia y Ana de Silva y Mendoza, hija de los príncipes de Éboli y duques de Pastrana.

## Biografía
Su condición de heredero de uno de los principales títulos de España le procuró una esmerada educación humanística y militar y la unión matrimonial con otra de las familias más nobles de la época, la de los Duques de Lerma. Siendo aún Conde de Niebla, título que ostentaban los herederos de su casa, fue nombrado cazador mayor del Rey y gentilhombre  de su cámara con llave. De igual modo, en 1603 fue nombrado Capitán General de las Galeras de España.
Tras su matrimonio, fijó su residencia en Huelva, donde formó una pequeña corte y crio a sus hijos. En este periodo ejerció como mecenas de la localidad, ordenando reformas en el Castillo de San Pedro y fundando el Convento de la Merced, al que dotó con obras de Juan de Roelas, Herrera el Viejo y Martínez Montañés. Fue también protector de las artes: en su corte contaba con un pintor de cámara, el florentino Francesco Giannetti, y patrocinó al escritor Pedro Espinosa.
En 1625, por su cargo de Capitán General del Mar Océano y Costas de Andalucía, dirigió desde Jerez las operaciones militares con las que se consiguió rechazar el ataque de la flota anglo-holandesa a la ciudad de Cádiz dirigido por Sir Edward Cecil.

## Matrimonio y descendencia

Escudo del Ducado de Medina Sidonia

Casó en 1598, con Juana Lorenza Gómez de Sandoval y Rojas y de la Cerda, hija del I duque de Lerma, valido de Felipe III, matrimonio del que nacieron, entre otros, 
- Gaspar Alonso Pérez de Guzmán el Bueno (1602-1664), IX duque de Medina Sidonia.
- Luisa María Francisca de Guzmán y Sandoval (1613-1666), futura reina consorte y regente de Portugal.
- Alonso Pérez de Guzmán y Gómez de Sandoval, XII conde de Niebla.